# 長谷川晋
長谷川 晋（はせがわ すすむ、1955年（昭和30年）10月14日 - 2020年（令和2年）9月8日）は、日本の元外交官。青森県八戸市出身。欧州や中東など計7か国で特命全権大使などを歴任した。

## 人物・経歴
青森県立八戸高等学校を経て、1979年（昭和54年）東京大学教養学部を卒業し、外務省に入省する。大学時代はレスリング部主将を務めた。1980年から82年までグルノーブルでフランス語研修。
フランス、イスラエル、タイなどの在外公館で勤務したほか、在フランス日本国大使館一等書記官、外務省領事移住部邦人特別対策室長などを経て、防衛庁で運用局訓練課長を務めた。在イスラエル日本国大使館参事官、在オーストラリア日本国大使館公使、ウィーン国際機関日本政府代表部公使、2007年（平成19年）12月、メルボルン総領事を経て、2010年（平成22年）から2012年（平成24年）までイラク駐箚特命全権大使。2014年からフランス、ストラスブール総領事（欧州評議会オブザーバー、大使）。2015年度から駐チュニジア特命全権大使。
2018年4月1日、退官。2018年（平成30年）6月、八戸学院大学客員教授、八戸学院短期大学客員教授。
2020年9月8日午後1時2分、病気のため東京都内の病院で死去。64歳没。叙正四位。

## 同期
（ ）は現在の役職
- 平松賢司（外務省総合外交政策局長）
- 田良原政隆（駐エルサルバドル大使）
- 北岡元（エディンバラ総領事）
- 横井裕（駐トルコ大使）
- 花谷卓治（駐フィジー・バヌアツ・キリバス・ツバル・ナウル大使）
- 伊原純一（外務省アジア大洋州局長）
- 山口壯（衆議院議員）
- 大江博（内閣官房内閣審議官）
- 宮川眞喜雄（駐マレーシア大使）
- 廣木重之（駐南アフリカ大使）
- 小林弘裕（アフリカにおける地域経済共同体・平和・安全保障担当大使）
- 堀江良一（元駐スーダン大使）
- 西岡淳（駐ジブチ大使）
- 小川正史（駐ネパール大使）
- 礒部博昭（駐パナマ大使）
- 西村篤子（駐ルクセンブルク大使）
- 羽田浩二（駐イラン大使）
- 大澤勉（駐カメルーン大使）